# Oscaruddelingen 2006
Oscaruddelingen 2006, den 78. oscaruddeling, for at ære nogle af de bedste film i film året 2005, fandt sted d. 5. marts 2006 i Kodak Theatre i Hollywood, Californien. Showets vært var The Daily Show-værten Jon Stewart. Showet blev flyttet fra dens oprindelige afholdelsesdato i starten af februar på grund af Vinter-OL 2006 i Torino, Italien.
De nominerede blev annonceret den 31. januar 2005 af Academy-formanden Sid Ganis og skuespilleren Mira Sorvino i Samuel Goldwyn Theater i akademiets hovedkvarter i Beverly Hills.

## Vindere og nominerede
Vindere står øverst, er skrevet i fed.
| Bedste film - Crash – Paul Haggis og Cathy Schulman, producere - Brokeback Mountain – Diana Ossana og James Schamus, producere - Capote – Caroline Baron, William Vince og Michael Ohoven, producere - Good Night, and Good Luck – Grant Heslov, producer - München – Kathleen Kennedy, Steven Spielberg og Barry Mendel, producere | Bedste instruktør - Ang Lee – Brokeback Mountain - Bennett Miller – Capote - Paul Haggis – Crash - George Clooney – Good Night, and Good Luck - Steven Spielberg – München |
| Bedste mandlige hovedrolle - Philip Seymour Hoffman – Capote som Truman Capote - Terrence Howard – Hustle & Flow som DJay - Heath Ledger – Brokeback Mountain som Ennis Del Mar - Joaquin Phoenix – Walk the Line som Johnny Cash - David Strathairn – Good Night, and Good Luck som Edward R. Murrow                               | Bedste kvindelige hovedrolle - Reese Witherspoon – Walk the Line som June Carter Cash - Judi Dench – Mrs. Henderson præsenterer som Laura Henderson - Felicity Huffman – Transamerica som Sabrina "Bree" Osbourne / Stanley Schupak - Keira Knightley – Stolthed og fordom som Elizabeth Bennet - Charlize Theron – North Country som Josey Aimes |
| Bedste mandlige birolle - George Clooney – Syriana som Bob Barnes - Matt Dillon – Crash som Officer John Ryan - Paul Giamatti – Cinderella Man som Joe Gould - Jake Gyllenhaal – Brokeback Mountain som Jack Twist - William Hurt – A History of Violence som Richie Cusack                                                         | Bedste kvindelige birolle - Rachel Weisz – The Constant Gardener som Tessa Quayle - Amy Adams – Hjem, kære hjem! som Ashley Johnsten - Catherine Keener – Capote som Nelle Harper Lee - Frances McDormand – North Country som Glory Dodge - Michelle Williams – Brokeback Mountain som Alma Beers Del Mar |
| Bedste originale manuskript - Crash – Paul Haggis og Robert Moresco - Good Night, and Good Luck – George Clooney og Grant Heslov - Match Point – Woody Allen - The Squid and the Whale – Noah Baumbach - Syriana – Stephen Gaghan                                                                                                   | Bedste filmatisering - Brokeback Mountain – Larry McMurtry og Diana Ossana baseret på novellen af Annie Proulx - Capote – Dan Futterman baseret på bogen af Gerald Clarke - The Constant Gardener – Jeffrey Caine baseret på romanen af John le Carré - A History of Violence – Josh Olson baseret på den grafiske roman af John Wagner og Vince Locke - München – Tony Kushner og Eric Roth baseret på bogen Vengeance: The True Story of an Israeli Counter-Terrorist Team af George Jonas |
| Bedste animationsfilm - Walter og Trofast - Det store grøntsagskup – Nick Park og Steve Box - Det levende slot – Hayao Miyazaki - Tim Burton's Corpse Bride – Mike Johnson og Tim Burton | Bedste fremmedsprogede film - Tsotsi (Sydafrika) – Gavin Hood - La bestia nel cuore (Italien) – Cristina Comencini - En dag uden krig (Frankrig) – Christian Carion - Paradise Now (De Palæstinensiske territorier) – Hany Abu-Assad - Sophie Scholl - De sidste dage (Tyskland) – Marc Rothemund |
| Bedste dokumentar - Pingvinmarchen – Luc Jacquet and Yves Darondeau - Darwin's Nightmare – Hubert Sauper - Enron: The Smartest Guys in the Room – Alex Gibney og Jason Kliot - Murderball – Henry Alex Rubin og Dana Adam Shapiro - Street Fight – Marshall Curry                                                                   | Bedste korte dokumentar - A Note of Triumph: The Golden Age of Norman Corwin – Corinne Marrinan og Eric Simonson - The Life of Kevin Carter – Dan Krauss - God Sleeps in Rwanda – Kimberlee Acquaro og Stacy Sherman - The Mushroom Club – Steven Okazaki |
| Bedste kortfilm - Six Shooter – Martin McDonagh - Cashback – Sean Ellis og Lene Bausager - Síðasti bærinn – Rúnar Rúnarsson og Thor S. Sigurjónsson - Our Time Is Up – Rob Pearlstein og Pia Clemente - Ausreisser – Ulrike Grote                                                                                                   | Bedste korte animationsfilm - The Moon and the Son: An Imagined Conversation – John Canemaker og Peggy Stern - 9 – Shane Acker - Badgered – Sharon Colman - The Mysterious Geographic Explorations of Jasper Morello – Anthony Lucas - One Man Band – Andrew Jimenez og Mark Andrews |
| Bedste musik - Brokeback Mountain – Gustavo Santaolalla - The Constant Gardener – Alberto Iglesias - Mit liv som geisha – John Williams - München – John Williams - Stolthed og fordom – Dario Marianelli | Bedste sang - "It's Hard out Here for a Pimp" fra Hustle & Flow – Musik og tekst af Jordan Houston, Cedric Coleman og Paul Beauregard - "In the Deep" fra Crash – Musik af Kathleen "Bird" York og Michael Becker; Tekst af Kathleen "Bird" York - "Travelin’ Thru" fra Transamerica – Musik og tekst af Dolly Parton |
| Bedste lydredigering - King Kong – Mike Hopkins and Ethan Van der Ryn - Mit liv som geisha – Wylie Stateman - War of the Worlds – Richard King | Bedste lyd - King Kong – Christopher Boyes, Michael Semanick, Michael Hedges og Hammond Peek - Narnia: Løven, heksen og garderobeskabet – Terry Porter, Dean A. Zupancic og Tony Johnson - Mit liv som geisha – Kevin O'Connell, Greg P. Russell, Rick Kline og John Pritchett - Walk the Line – Paul Massey, D.M. Hemphill og Peter Kurland - War of the Worlds – Andy Nelson, Anna Behlmer og Ron Judkins                                                                                  |
| Bedste scenografi - Mit liv som geisha – John Myhre og Gretchen Rau - Good Night, and Good Luck – Jim Bissell og Jan Pascale - Harry Potter og Flammernes Pokal – Stuart Craig og Stephenie McMillan - King Kong – Grant Major, Dan Hennah og Simon Bright - Stolthed og fordom – Sarah Greenwood og Katie Spencer                  | Bedste fotografering - Mit liv som geisha – Dion Beebe - Batman Begins – Wally Pfister - Brokeback Mountain – Rodrigo Prieto - Good Night, and Good Luck – Robert Elswit - The New World – Emmanuel Lubezki |
| Bedste makeup - Narnia: Løven, heksen og garderobeskabet – Howard Berger og Tami Lane - Cinderella Man – David LeRoy Anderson og Lance Anderson - Star Wars Episode III: Sith-fyrsternes hævn – Dave Elsey og Nikki Gooley | Bedste kostumer - Mit liv som geisha – Colleen Atwood - Charlie og chokoladefabrikken – Gabriella Pescucci - Mrs. Henderson præsenterer – Sandy Powell - Stolthed og fordom – Jacqueline Durran - Walk the Line – Arianne Phillips |
| Bedste klipning - Crash – Hughes Winborne - Cinderella Man – Mike Hill og Dan Hanley - The Constant Gardener – Claire Simpson - München – Michael Kahn - Walk the Line – Michael McCusker | Bedste visuelle effekter - King Kong – Joe Letteri, Brian Van't Hul, Christian Rivers og Richard Taylor - Narnia: Løven, heksen og garderobeskabet – Dean Wright, Bill Westenhofer, Jim Berney og Scott Farrar - War of the Worlds – Dennis Muren, Pablo Helman, Randal M. Dutra og Dan Sudick |

### Æres-Oscar
- Robert Altman